# Ľubomír Krajčovič
Ľubomír Krajčovič (* 8. února 1972) je bývalý slovenský fotbalista, obránce.

## Fotbalová kariéra
V české lize hrál za FC Vítkovice. Nastoupil ve 13 utkáních a dal 1 gól. Ve druhé lize hrál za FK Baník Havířov, nastoupil ve 14 utkáních a dal 2 góly. Ve slovenské lize hrál za FK Dubnica, nastoupil ve 42 utkáních a dal 1 gól.

## Ligová bilance
| Ročník                          | Zápasy | Góly | Klub         |
| ------------------------------- | ------ | ---- | ------------ |
| 1. česká fotbalová liga 1993/94 | 13     | 1    | FC Vítkovice |
| Corgoň liga 1996/97             | 23     | 0    | FK Dubnica   |
| Corgoň liga 1998/99             | 19     | 1    | FK Dubnica   |
| CELKEM                          | 52     | 4    |              |